# In This Moment
In This Moment é uma banda de metal estadunidense de Los Angeles, Califórnia.
A banda foi formada pela vocalista Maria Brink e o guitarrista Chris Howorth em 1995. Eles encontraram o baterista Jeff Fabb e começaram a banda como  Dying Star. Insatisfeitos com sua direção musical, eles mudaram o nome para In This Moment e dois novos membros se juntaram a banda, o guitarrista Blake Bunzel e o baixista Josh Newell. No final de 2005, o baixista Newell deixou a banda e foi substituído por Pascual Romero, que por sua vez foi rapidamente substituído por Jesse Landry. Landry foi substituído por Kyle Konkiel Konkiel em 2009 e foi substituído por Travis Johnson em 2010. Jeff Fabb e Blake Bunzel deixaram a banda em 2011, e foram substituídos por Tom Hane e Randy Weitzel, respectivamente.
Seu álbum de estréia, Beautiful Tragedy, foi lançado em 2007. Seu segundo álbum, intitulado The Dream foi lançado no ano seguinte, estreando em No.73 na Billboard 200. O terceiro álbum da banda, A Star-Crossed Wasteland foi lançado em 2010, e seu quarto álbum, intitulado Blood foi lançado em agosto de 2012 e estreou em No.15. Seu quinto albúm Black Widow foi lançado em 17 de novembro ficando em 8 na Billboard 200. Tocaram em várias turnês notáveis e festivais, incluindo Ozzfest em 2007 e 2008, Warped Tour, em 2009, Download Festival, em 2009, o Mayhem Festival em 2010, Music as a Weapon V tour em 2011, e o festival Uproar em 2012. A banda agora também foi definida para tocar no Download Festival em 2013. Eles iniciaram o Carnival of Madness  juntamente com Shinedown, Papa Roach, Skillet e We as Human.

## História

### Formação e Beautiful Tragedy (1995-2008)
Em agosto de 1995, a cantora Maria Brink e o guitarrista Chris Howorth se conheceram através de alguns amigos em comum. Depois de se familiarizarem, e descobrirem que havia muito em comum entre eles, eles começaram a escrever músicas juntos. Logo em seguida eles pediram a ajuda de baterista Jeff Fabb e formaram a banda Dying Star. Insatisfeitos com o rumo que a banda estava tomando, eles decidiram assumir uma nova direção musical. Em meados de 2005, a formação incluia Brink, Howorth, Fabb, o guitarrista Blake Bunzel, e o baixista Josh Newell. A banda gravou demos e postou no MySpace. Durante o inverno de 2005, Newell afastou-se da banda para se concentrar em seu outro projeto, Ketaset, bem como o seu trabalho de engenharia de áudio. O produtor Pascual Romero foi, em seguida, o baixista por um tempo até um amigo da banda Jesse Landry, ser convidado para completar a banda permanentemente. Rob "Blasko" Nicholson, o baixista de Ozzy Osbourne se tornou gerente da banda depois de descobrir-los através do MySpace.
Até o final de 2005, In This Moment tinha gerado uma base de fãs através do marketing pela internet e a turnê do-it-yourself. Isso provocou um interesse da Century Media Records, e um contrato de gravação mundial seguido. A banda lançou seu álbum de estréia Beautiful Tragedy em 20 de março de 2007, com os singles "Prayers", e faixa título "Beautiful Tragedy". O álbum foi produzido por Eric Rachel e combina metalcore e hard rock, enquanto as letras foram escritas a partir das experiências pessoais de Brink sobre abandono e tragédias. Os vocais nas músicas alternam entre o canto de Brink e gritos. A banda tocou em várias turnês, incluindo The Hottest Chicks in Metal Tour 2007 com Lacuna Coil, Ozzfest nos verões de 2007 e 2008, Megadeth, e the Rob Zombie and Ozzy Osbourne tour. Eles gravaram um cover de Lacuna Coil "Heaven´s a lie", com a banda Manntis como parte do "Century Media Records's Covering 20 Years of Extreme cover album".

### The Dream e Star-Crossed Wasteland (2008–2011)
In This Moment lançou seu segundo álbum, intitulado The Dream em 30 setembro, 2008. O álbum recebeu críticas em sua maioria positivas e marcou a estréia da banda na Billboard 200, estreando no número 73. O álbum foi produzido por Kevin Churko e contou com uma abordagem menos pesada, com um foco maior nos vocais limpos de Brink. A canção "Forever" foi lançada como primeiro single do álbum. Para apoiar o lançamento, a banda saiu em turnê com Five Finger Death Punch, Mudvayne, Papa Roach, e Filter. Eles também apareceram no Give It a Name no Reino Unido e estavam na Warped Tour 2009 line-up, tocando no Palco Ernie Ball. Eles também tocaram no Download Festival 2009 na segunda fase. A cover de Blondie "Call Me" foi lançado como o segundo single do The Dream. A capa aparece na edição especial, intitulado The Dream: Ultravioleta Edition para coincidir com a Warped Tour, que inclui faixas inéditas e performances acústicas.
A banda embarcou em sua primeira turnê intitulada A Winter to Remember Tour, trazendo In Fear and Faith, Agraceful e Motionless in White como suporte.
No outono de 2009, Maria Brink e Chris Howorth anunciou que a banda começou a escrever para o próximo álbum, citando-o para ser mais escuro e mais pesado. Brink revelou o título do álbum A Star-Crossed Wasteland em seu site oficial em fevereiro de 2010. Depois de ter sido nomeado A garota mais quente do metal na Revolver Golden God prêmios em abril de 2010, Maria Brink declarou em uma entrevista que A Star-Crossed Wasteland será lançado em 13 de julho de 2010. O primeiro single do álbum, "The Gun Show" foi lançado no iTunes em 1 de junho de 2010. O álbum vendeu 10,500 cópias, estreando no número 40, que é o desempenho gráfico mais alto da banda até à data.
No verão de 2010, a banda tocou Mayhem Festival 2010 ao lado de Korn, Rob Zombie, Five Finger Death Punch, Hatebreed, Shadows Fall e outras bandas. Em 24 de setembro de 2010 em This Moment oficialmente lançado um vídeo para o single, "The Promise", filmado e dirigido por David Brodsky. Em 21 de novembro de 2010, foi anunciado que o In This Moment iria inicaiar ao lado de Sevendust, Disturbed e Korn na Music as a Weapon V tour. Alguns shows foram cancelados no final da primeira parte da turnê devido a doença do vocalista David Draiman Disturbed. A segunda parte da turnê continuou como programado.
Logo após a música como uma arma, a banda entrou em uma turnê headling intitulado Hell Hath No Fury Tour, juntamente com Straight Line Stitch, System Divide e Sister Sin. A banda também fez parte das All Stars Tour juntamente com bandas como Alesana, Blessthefall, Sleeping with Sirens, entre outros.

### Blood (2011)
Em maio de 2011, In This Moment postou no Facebook que eles estão trabalhando em um novo material para um novo álbum sera lançado em 2012. Parece que esta nova versão será gravada sem membros fundadores Jeff Fabb e Blake Bunzel, que estão trabalhando com James Durbin partir de setembro de 2011. Em novembro de 2011, nesse momento participaram do cruzeiro ShipRocked ao lado Candlebox, Hinder, Filter, Sevendust, Buckcherry, e muitos mais. Blood será o primeiro álbum desde que a banda se separaram com o gerente de longa data, Blasko. O Blood foi revelado para ser o título do álbum em 6 de abril de 2012. Em 14 de maio de 2012, foi anunciado que o álbum será lançado em 14 de agosto de 2012. "Blood" foi lançado como o primeiro single do álbum em 12 de junho 2012. A capa do álbum e lista de músicas de sangue foram libertados em 18 de junho de 2012.
Para apoiar Blood, a banda entrou em uma mini-turnê apresentando algumas músicas novas. Mais tarde, em 2012, que passou a apoiar Shinedown e Papa Roach em sua turnê de verão EUA junto com Mindset Evolution.
In This Moment eram uma parte do Uproar Festival 2012, juntamente com bandas como Shinedown, Godsmack, Staind, Papa Roach, entre outros.
In This Moment apareceu em 2012 ShipRocked música cruzeiro & Rock on the Range, juntamente com bandas como Godsmack, Korn, Five Finger Death Punch, POD, Sevendust, Filtro de combustível, Black Stone Cherry Pop Mal, LIT, Capacete, Geoff Tate, Gilby Clarke, Dead Sara e outros.
In This Moment foi o ato de apoio a Halestorm de novembro 08-14 dezembro de 2012. A banda tem tours alinhados para março, abril, maio e junho de 2013, (incluindo a realização no Download Festival), seguido por um slot na 2013 Carnival of Madness tour. Em 2013 começaram a tour "Hellpop".

### Black Widow (2014)
Após o sucesso de seu álbum Blood e uma turnê, In This Moment anunciou que eles estavam voltando para o estúdio no final de fevereiro de 2014 para começar a trabalhar em um follow-up. O guitarrista Chris Howorth disse à Billboard que eles estavam novamente se unindo com colaborador de longa data Kevin Churko, que já produziu discos anteriores da banda, e que o som iria continuar com o mesmo estilo de Blood. Sobre seu novo som evoluído ele comentou: "Nós nos sentimos como se tivéssemos encontramos algo e queremos colocar a bandeira no chão no topo da colina." [2] Foi relatado em 5 de fevereiro que a banda assinou com a Atlantic Records, e que a gravadora seria responsável por maior divulgação do material da banda em sua presente fase de saída da cena underground. [3] A vocalista Maria Brink disse sobre o novo acordo, "Estamos muito animados para lançar este álbum através da Atlantic Records, que colocaram para fora algumas das maiores e mais reverenciados álbuns de todos os tempos." [4] Black Widow também possuiu 2 versões alternativas, uma exclusiva da rede comercial "Best Buy" e outra versão japonesa, que contém as faixas extras "Turn You" e "Rib Cage", adicionando 10 minutos extras ao álbum, totalizando pouco mais de 70 minutos em comparação ao valor original de pouco mais de 60 minutos.
Ao contrário de seu antecessor "Blood", que recebeu críticas mistas devido principalmente à mudança de personalidade musical da banda, "Black Widow" recebeu críticas majoritariamente positivas e aclamação, com destaque sendo dado às faixas "The Fighter" e "Sex Metal Barbie" por suas mensagens de auto-amor e empoderamento.
Quanto à opinião popular, o álbum foi muito bem-recebido pela maioria dos fãs, porém nem tanto por ouvintes casuais. As críticas principais tratavam da conotação sexual do material do álbum, que atingira o ápice em Black Widow se comparado aos outros álbuns, e do foco menor nos vocais guturais e maior nos vocais limpos, algo que desagradou até mesmo uma parcela dos fãs fiéis.
"Black Widow" alcançou a posição #8 na parada de álbuns da Billboard (Billboard 200) em sua semana de lançamento em 2014, sendo o mais alto pico da banda na parada desde "Blood" (#15) em 2011 e o mais alto pico até hoje.
"Sick Like Me" representa até o presente momento o maior pico da banda na parada de singles Rock da Billboard (Hot Rock Songs), tendo atingido a posição #36, o mais alto pico desde "Blood" (#37) em 2011.

#### Detalhes do álbum e canções
Foi revelado em 06 de setembro de 2014, através de páginas de mídia social da banda, que novos detalhes do álbum seriam anunciadas na semana seguinte. A reformulação do logo da banda contou com uma imagem de uma viúva negra (Black Widow), em acordo com o novo álbum. Em 8 de setembro, o primeiro single, "Sick Like Me" estreou na Sirius Satellite Radio e foi lançado na plataforma iTunes à meia-noite. Sick Like Me ficou em #2 nas paradas do iTunes, o que consagrou In This Moment. O título do álbum foi anunciado junto com uma turnê, que começou no final de outubro. Brink revelou o título é uma metáfora para experiências de vida positivos e negativos e transformar fraquezas em força, conceito que também é referenciado na faixa "The Fighter". Ela diz: "É uma menina inocente que é infectada com a vida, traumas, experiências e o equilíbrio da luz e da escuridão. Ela se torna esta criatura equilibrada e poderosa." [5] A faixa "Out of Hell" conta a história de vida da personagem protagonista do álbum, denominada "Black Widow" assim como o título do compilado.
O álbum foi disponibilizado para pré-venda no iTunes em 14 de outubro, enquanto o segundo single, "Big Bad Wolf", foi lançado em 21 de outubro deixando pouco tempo no meio, o terceiro, "Bloody Creature Poster Girl" single, foi rapidamente lançado em 27 de outubro e "Sex metal Barbie", um single promocional, foi lançado em 4 de novembro, alcançando o número 18 no iTunes. Mesmo antes de ser lançado como o segundo single do álbum, "Big Bad Wolf" começou a atingir a rotação e que está sendo jogado na maioria das rádios rock e metal; estreando no top 100.

### Ritual (2017)
Seguindo o enorme sucesso comercial do álbum "Black Widow" de 2014, In This Moment iniciou a produção de seu novo álbum intitulado "Ritual", posteriormente lançado em 2017. O álbum conta com uma sonoridade significativamente mais leve em comparação com seus antecessores, contendo diversas faixas dotadas de quase nenhum ou nenhum vocal gutural. Os elementos eletrônicos e sintéticos também tiveram um destaque maior no álbum em comparação com os anteriores, fazendo com que, por consequência, os elementos típicos do Metal como guitarras e distorções tivessem menos destaque e chegassem eventualmente a ser postos em segundo plano. O álbum não foi capaz de atingir o mesmo sucesso comercial dos anteriores, atingindo o pico #23 na Billboard 200, e não emplacou nenhum single na parada Hot Rock Songs. Quanto à aclamação da crítica, o álbum foi bem-recebido.

## Integrantes

### Formação atual
- Maria Brink – vocal e teclado (2005 – presente)
- Chris Howorth – guitarra solo e vocal de apoio (2005 – presente)
- Randy Weitzel – guitarra rítmica e vocal de apoio (2009 – presente)
- Travis Johnson – baixo e vocal de apoio (2011 – presente)
- Kent Diimmel – bateria e percussão (2015 – presente)

### Ex-membros
- Jesse Landry – baixo e vocal de apoio (2005 – 2009)
- Josh Newell – baixo e vocal de apoio (2005)
- Pascual Romero – baixo (2005)
- Tom Hane - Baterista (2015)